# Skiapoder

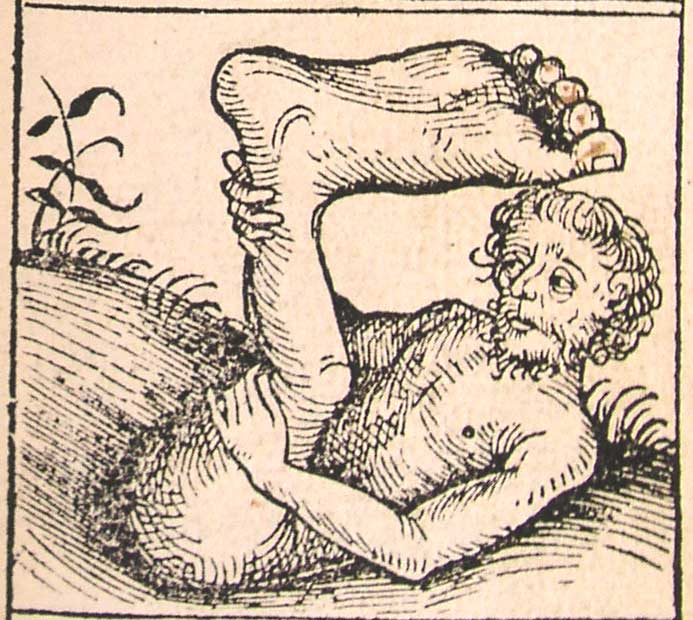
En skiapod från Nürnbergkrönikan 1493.

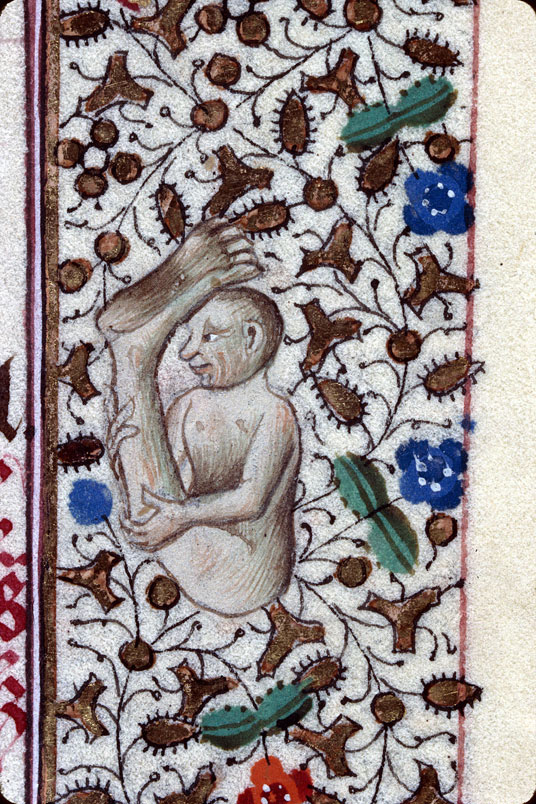
Skiapoden skyddar sig från den heta solen med hjälp av foten som skugga.

Skiapoder (även skiopoder, monopeder, umbropeder eller skuggfotingar) var i det medeltida Europa namn på mytologiska, dvärgliknande varelser med en enda, enorm fot som utgick från ett enda ben, centrerat i mitten av kroppen. Namnet skiapod härstammar från ordet "skuggfoting" på grekiska (σκιάποδες) och monopod härstammar från ordet "enbent" på grekiska (μονόποδα). De brukade enligt mytologin använda foten som solskydd när de låg ner, därav namnet skuggfoting. De förmodades leva i fjärran trakter bortom den kända civilisationen. 

## Ursprung
Enligt Carl A.P. Ruck hänvisades skiapodernas existens i Indien till vediska Aja Ekapad ("Icke-född Enfoting"), ett epitet för Soma. Eftersom Soma är en botanisk gudom, skulle allt som hade en fot representera stammen av de växter eller svampar som används i religiösa sammanhang.

## I antikens Grekland och Rom
Skiapoder uppträder för första gången i Aristofanes pjäs Fåglarna (grekiska: Oρνιθες, Ornithes), som uruppfördes år 414 f.Kr. De beskrivs av Plinius den äldre i hans Naturhistoria. Där redovisar han resenärers berättelser från möten med, eller iakttagelser av, skiapoder i Indien. Plinius påpekar att dessa varelser nämns först av Ktesias av Knidos i boken Indika (Indien).
Ktesias ansåg att det fanns en annan ras av människor som var kända under namnet Monocoli och bara hade ett ben. Men de var förvånansvärt spänstiga och duktiga på att hoppa på sitt ben och på så sätt färdas från plats till plats. Samma folk kallades också Sciapodae. De hade en vana att vila på rygg när det var extremt varmt, och att då använda foten för att skydda sig för den heta solen. 
Filostratos nämnde skiapoder i sina böcker om Apollonios från Tyanas liv (latin: Vita Apollonii), som citerades av Eusebius i hans Avhandling mot Hierocles. Apollonios från Tyana tror att skiapoder bor i Indien och Etiopien, och frågar den vise indiske Larkhas om skiapoder existerar.
Den kristne kyrkofadern Augustinus (354–430 f.Kr.) nämner skiapoder i sin bok Guds stad (latin: De civitate Dei), bok 16, kapitel 8, som har titeln "Huruvida vissa vidunderliga arter av män härstammar från Adam eller Noaks söner". Han ifrågasätter om sådana varelser verkligen existerar.

## Under medeltiden
Hänvisningar till legenden fortsatte på medeltiden, av till exempel Isidor av Sevilla i Etymologiae, där han skriver:
| ” | Skiopoder sägs leva i Etiopien; de har ett ben och kan springa otroligt snabbt. Grekerna kallar varelserna för "skuggfotade typer" (grekiska: σκιάποδες). | „ |

Hereford Mappa Mundi är en karta som målades cirka 1300. Den visar en skiapod på ena sidan av världen. Det gör även en annan världskarta målad av Beatus av Liébana.

## Moderna referenser i kulturen
I berättelsen om Narnia, som är en del av Clive Staples Lewis kristna fantasyserie, introducerar författaren skiapoder i boken Kung Caspian och skeppet Gryningen. I berättelsen The Duffers eller Dufflepuds levde en stam av skiapodiska dvärgar på en liten ö i utkanten av Narniavärlden tillsammans med en stjärntrollkarl. Hans namn var Coriakin och en gång förvandlade han dvärgarna till monopoder som ett straff. De var så missnöjda över sitt utseende att de gjorde sig själva osynliga. Lucy Pevensie gjorde dem senare synliga igen. De blev senare (åter)upptäckta av upptäcktsresande i Berättelsen om Narnia: Kung Caspian och skeppet Gryningen, som hade hamnat där på ön för att vila och proviantera. Enligt Brian Sibleys bok Landet Narnia har Lewis förmodligen baserat dvärgarnas existens och utseende på teckningar ur Hereford Mappa Mundi.
Bortsett från C.S. Lewis böcker på engelska är de flesta av källorna på latin och de är inte allmänt tillgängliga i engelsk översättning.